# Marn
Marn  je priimek več znanih Slovencev:
- Ferdinand Marn (1927—2008), ekonomist in informatik
- Franjo Marn (1846—1905), jezikoslovec
- Gašper Marn (*1989), smučarski tekač
- Jaka Marn (*1978), smučar
- Jan Marn (*2004), šahist
- Janez Marn - Črtomir (1913—1945), partizan in četnik
- Josip Marn (1832—1893), rimskokatoliški duhovnik, literarni zgodovinar, katoliški časnikar in šolnik
- Jože Marn (1898—1942), rudar, politik - revolucionar
- Jože Marn, voditelj Katoliške akcije po 1942
- Jure Marn (*1964), strojnik
- Karel Marn (1901—1973), šolnik, ekonomist
- Lev B Marn, kantavtor/glasbenik?
- Matej Marn (*1977), diplomat
- Peter Marn (1951—2025), pravnik, strokovnjak za civilno letalstvo
- Rafael Marn, športnik, kolesar, publicist
- Rudolf Marn (1875—1947), pravnik, gospodarski strokovnjak
- Tatjana Marn, geografka
- Tonček Marn, pevec basist
- Urša Marn, novinarka